# سطر جديد

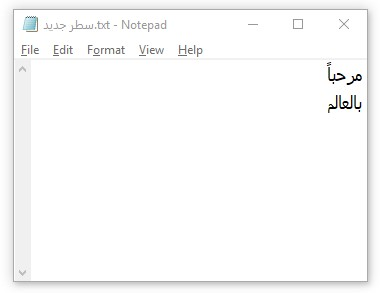
رمز سطر جديد بين كلمتي "مرحباً" و"بالعالم"

رمز نهاية السطر أو رمز السطر الجديد هو رمز ضابط أو سلسلة من الرموز الضبطية التي توجد في مخطط ترميز الحروف (على سبيل المثال: أسكي أو إبسيديك) ويستخدم ليدل على نهاية السطر في نصٍ ما، وبداية لسطرٍ جديد. تستخدم برامج التحرير النصي هذا الرمز الخاص عندما يتم الضغط على مفتاح إدخال من لوحة المفاتيح.